# Spiral Tribe
 (juin 2017).
Si vous disposez d'ouvrages ou d'articles de référence ou si vous connaissez des sites web de qualité traitant du thème abordé ici, merci de compléter l'article en donnant les références utiles à sa vérifiabilité et en les liant à la section « Notes et références ».
Spiral Tribe est un sound system et collectif britannique, originaire de Londres, en Angleterre. Il est actif depuis 1990 et est à l'origine du mouvement free party en Europe. Leurs DJ et livers jouent principalement dans le genre techno et sous-genres, comme notamment : acidcore, breakbeat, trancecore, hardtechno, techno hardcore ou encore, comme son nom l'indique, la tribe.

## Histoire

### Période britannique
Les Spiral organisent leur première fête au Royaume-Uni en octobre 1990. Très vite, avec d'autres sound systems techno, ils se rapprochent des travelers, dont ils adoptent le mode de vie nomade. Ils se produisent ainsi dans plusieurs free festivals, événements emblématiques de la culture traveler. Emportant avec eux tout le matériel nécessaire à l'organisation de leurs fêtes. Ils organisent de pas moins de 30 free parties entre 1990 et 1992 dans divers lieux squattés, essentiellement dans le sud de l'Angleterre,. Les trois membres fondateurs de Spiral Tribe/SP23 sont Mark Harrison, Debbie Griffith et Simone Feeney.
En mai 1992, le sound system participe au festival de Castlemorton (en) qui attire de 20 000 à 40 000 personnes, le plus grand événement de ce type à l'époque. À la fin du festival, les membres des Spiral sont arrêtés et inculpés, accusés de « conspiration en vue de créer un trouble à l'ordre public » (« conspiracy to cause public nuisance »). Le procès qui a lieu en 1994 est l'un des plus longs et coûteux de l'histoire britannique, s'étendant sur près de quatre mois. À l'issue du procès, tous les accusés sont acquittés.
Les Spiral et le mouvement free party sont alors largement médiatisés, plusieurs journaux demandant qu'une action soit entreprise contre les nuisances causées par les raves illégales. En réponse, le gouvernement britannique adopte en 1994 le Criminal Justice and Public Order Act qui entre autres mesures donne à la police des pouvoirs accrus pour réprimer les rassemblements festifs en plein air. La loi est explicitement dirigée contre la musique techno définie comme « caractérisée par l'émission de rythmes répétitifs ».

### Voyages en France et en Europe
En 1993, plusieurs membres de la Spiral Tribe gagnent la France. Ils organisent ce qu'ils appellent alors des « raves gratuites » ; on retiendra les teknivals de Beauvais (1993) avec les Nomad Sound System, du Chaos de Montpellier-le-Vieux près de Millau (1994), ou celui de Tarnos (Alien Festival - 10 jours - été 1995, coorganisé avec le teknozine TNT) dans les Landes. L'expression « rave gratuite » est par la suite délaissée car le mot « gratuit » était trop souvent mal interprété et l'intégralité du sens du mot « free » qui, s'il peut faire référence à la gratuité évoque également la liberté mais n'empêche pas qu'une donation (prix libre) permette aux sound systems de continuer à en organiser. Le terme « rave party » est lui aussi abandonné ; désignant les fêtes libres de l'époque, il est désormais souvent repris pour désigner les soirées techno payantes et autorisées. Vers 1995, les expressions « free party » et teknival deviennent la norme pour désigner le type d'événements organisés par la Spiral Tribe et ceux qu'elle a inspiré.
Les Spiral contribuent ainsi au début des années 1990 à l'émergence de nombreux sound systems français tels que les TNT, Heretik, Psy 4x, Metek, Troubles fête, Tomahawk, Fraktal, Infrabass, Nomads, Foxtanz et OQP Sound System, dont beaucoup décident de les imiter après avoir assisté à l'une de leurs soirées. Ces mêmes sound systems deviennent les pères fondateurs de la free party en France et pour certains fêtent leurs vingt ans de soirées.
Pendant cette période, le sound system voyage aussi beaucoup à travers l'Europe. Ils ont ainsi participé à l'organisation du premier teknival CzechTek en République tchèque en 1994, événement devenu annuel par la suite. Ils ont également organisé des free parties et teknivals aux Pays-Bas, en Allemagne, Espagne, Italie, répandant sur leur passage leur conception de la free party. Par la suite, une partie de la tribu s'est rendue aux États-Unis pour y organiser free parties et teknivals. Les Spiral se séparent vers 1996, certains membres fondant de nouveaux collectifs, d'autres entamant des carrières solos.
On sait que certains membres feront un passage au Centre autonome d'expérimentation sociale de Ris-Orangis avec des membres de Facom Unit et UFO et y habiteront quelque temps à la fin des années 1990.
En 2004 est sorti un DVD intitulé World Traveller Adventures qui regroupe plusieurs documentaires sur le mouvement free party. Le titre fait référence à l'un des morceaux de l'album Forward the Revolution des Spiral. L'un des documentaires, intitulé 23 Minute Warning (également le titre de l'un de leurs premiers morceaux), retrace l'histoire du collectif à travers des interviews et des images d'archive.

### Retour
En 2011, plusieurs des membres originaux de Spiral Tribe se reforment sous le nom de SP23, un collectif créatif impliqué dans un certain nombre de projets communautaires et de base, tout en continuant à organiser des soirées. Une soirée de retour au Royaume-Uni a lieu à Londres en avril 2013 au club Village Underground ; l'affiche était composée de Crystal Distortion, 69DB, Ixindamix, Jeff23, Meltdown Mickey, the Bad Girlz et Sirius. Depuis lors, SP23 organise des soirées à travers l'Europe. Les membres de SP23 sont Mark (alias Stray Wayward), Debbie (alias Feenix13), David (alias Dave808), Simone (alias Simmer), Meltdown Mickey, Simon (alias Crystal Distortion), Sebastian (alias 69db). Jeff 23, Max Volume et Charlie Kane Jeff 23 et Simone forment le groupe Artists in Action afin de collecter des fonds pour aider les réfugiés en publiant des compilation

## Philosophie

### Principes et influences
Les idées des Spiral Tribe peuvent être résumées par le slogan « free music for free people ». Cette philosophie dénonce l'industrie musicale et culturelle, prône et applique l'autogestion, l'autonomie, le respect de l'environnement. Elle comprend une critique du capitalisme, une certaine tendance vers l'anarchisme et est proche du mouvement Do it yourself (DIY) et de la conception des « Zone autonome temporaire » théorisées par Hakim Bey.
Sur un plan plus pratique, le concept de sound system est repris de la communauté immigrée caribéenne. Musicalement, les Spiral sont influencés par l'acid house, et par le fameux club de Manchester The Haçienda, qui a fait découvrir à toute une génération ce qu'était la musique électronique amplifiée.

### Symbolique
La forme de la spirale donne son nom à la tribu ; on retrouve[style à revoir] le motif sur plusieurs flyers et pochettes de disques vinyles produits par les Spiral. D'après l'un des membres, le nom de la tribu lui a été inspiré par un poster affiché dans un bureau où il travaillait, représentant une coquille d'ammonite composée d'une spirale dont tous les points la composant sont interconnectés.
Depuis sa création, le groupe se montre obsédé par le nombre 23. Il participe ainsi à de nombreuses pochettes, posters et flyers. Des soirées ont souvent été organisées le 23e jour du mois. Plusieurs vinyles sont sortis sous le code générique SP23 ; enfin le premier label fondé à Paris pour sortir leurs productions musicales s'appelait Network 23. Ce dernier nom est lui-même présent dans l'un de leurs premiers morceaux dans un sample issu de la série Max Headroom : « this is network 23, the network that means business now transmitting live to the world ». D'autres personnalités, en particulier dans le monde littéraire, ont attaché de l'importance à ce nombre. C'est ainsi le cas de l'écrivain William S. Burroughs qui le glissait dans toutes ses histoires, et aimait à interpréter toutes les apparitions du nombre dans sa vie quotidienne afin de démontrer qu'elles n'étaient pas dues au hasard. Le nombre 23 est par ailleurs important pour le discordianisme et dans la trilogie Illuminatus de Robert Anton Wilson[réf. nécessaire].

## Membres
La notion de « membre » de la tribu était très informelle ; très vite au-delà du noyau dur initial de nombreux artistes les rejoignent, les accompagnant dans leurs périples parfois pour quelques fêtes seulement, d'autres de manière plus durable, le public ayant tendance à considérer comme Spiral tout artiste se produisant dans l'une de leurs free parties.
On peut notamment citer comme membres principaux : Mark Stormcore, créateur de la plupart des éléments graphiques de la tribu, Sebastian (ou 69db), Zander, Simon Carter (alias Crystal Distortion), Jeff 23 (alias DJ Tal), Ixindamix, MeltDown Mickey, Kaos, Debbie (aka Feenix13, décoratrice et VJ), Simone Simsimmer (MC et chanteuse), Hubert MC Scallywag, Nigel alias Edge, DJ Aztek, DJ Manic Josh (Automanic Josh), DJ Renegade sid, Hamish, Alan, Darren, Paula, Stefnie, R-ZAC (duo Simon et Sebastian), et Sébastien (aka Jim Snake ; aujourd'hui résidant au Togo, Afrique de l'Ouest)

## Discographie

### Albums studio
- EP 23 No. 3 (12")
- U Make Me Feel So Good (12")
- Untitled (12")
- 1992 : Breach the Peace (CD5") (produit par Big Life)
- 1992 : Forward the Revolution (The Youth Remix) (12") (Big Life)
- 1992 : Forward the Revolution (12", CD5")
- 1993 : Sirius 23 (12")
- 1993 : Spiral Tribe Sound System (The Album) (CD)
- 1993 : Tecno Terra (2xLP) (Butterfly Records)
- 1994 : Don't Take the Piss (12") (Network23)
- 1994 : Untitled (12") (Network23)
- 1995 : Definitely Taking Drugs (12") (Network23)
- 1995 : Expekt the Unxpekted (12") (Network23)
- 1995 : LSP 23 (12") (Network23)
- 1995 : Panasonic (12") (Network23)
- 1995 : Power House (12") (Network23)
- 1995 : Power House 02 (12") (Network23)
- 1995 : Probably Taking Drugs (12") (Network23)
- 1995 : Spiral Tribe 1-5
- 1995 : Untitled (12") (Labworks Germany)
- 1996 : EP (12") (Network231996)
- 1996 : EP 23 No. 1 (12") (Network23)
- 1996 : Full Fill Fromage (Facom Unit)
- 1996 : Strange Breaks (Network231996)
- 1998 : Fac'em If They Can't Take A Joke (12") (Facom Unit)

### Remixes
- Change (Spiral Tribe Mixes)

### Apparitions sur compilation
- Shamanarchy in the UK
- Survival! The Dance Compilation
- Technohead - Mix Hard or Die
- World Traveller Adventures
- Aid Asia Compilation
- Le Signeurs de la route

### Sous SP 23
- Black Label (Castlemorton, Not Guilty...)
- Fatherhood Germany/Motherland Africa

### Vidéographie
- [vidéo] « Spiral Tribe », sur YouTube, documentaire de 13 min du magazine Tracks, diffusé sur Arte en 2015, disponible sur le compte YouTube de l'émission